# 3-Demon
3-Demon (ook bekend onder de naam Monster Maze) is een computerspel uit 1983 dat gebaseerd is op Pac-Man maar de speler in een 3-dimensionale weergave van een labyrint plaatst. Het spel is geschikt voor IBM PC-compatibele pc's onder DOS, met een grafische kaart die ten minste CGA ondersteunt. De computergraphics zijn zeer simpel en tamelijk schematisch. Het spel werd ontwikkeld door PC Research.

## Trivia
- De broncode van het spel was voor $50 te koop bij de maker van het spel.